# 심응사당
심응사당(沈膺祠堂)은 대한민국 경기도 김포시 운양동에 있다. 1986년 3월 3일 김포시의 향토유적 제4호로 지정되었다.

## 개요
조선 전기의 무신인 양호공(襄胡公) 심응(沈膺 ?∼1504)선생을 제향하는 사우(祠宇)이다. 공의 본관은 풍산(山) 남원부사 치의 아들이다. 세조 6년(1460) 무과에 급제하여 왕실(王室)금위(禁衛)로 발탁되었으며 세조 13년(1467) 이시애의 난이 일어나자 절도사(節度使) 허종(許琮)의 휘하에 배속되어 난을 평정하는 큰 공을 세워 적기공신으로 책록되고 풍산부원군(豊山府院君)에 봉해졌다. 공이 사망한 후 영의정에 추증되었으며 시호는 양호(襄胡)이며 묘소는 김포시 운양동에 있다.  사당(祠堂)은 조선말기에 건립된 목조 건물로서 홑처마에 맞배지붕 건물이다. 축조 당시부터 지금까지 개축(改築)의 흔적이 없으며 규모는 정면 3.9m, 측면 3.3m이다.